# Sergej Kopljakov
Sergej Viktorovič Kopljakov (rusky Сергей Викторович Копляков; * 23. ledna 1959, Orša, Běloruská sovětská socialistická republika) je bývalý sovětský plavec běloruského původu. Na olympijských hrách 1980 v Moskvě získal zlaté medaile v závodě na 200 metrů volným způsobem a ve štafetě na 4 × 200 m volný způsob. Získal i dvě stříbrné olympijské medaile ve štafetách.